# Йежи Погоновски
Йѐжи Погоно̀вски (на полски: Jerzy Pogonowski) е полски математик, езиковед и логик, професор в университет „Адам Мицкевич“, автор на повече от сто публикации в областта на логическата реконструкция на лингвистичните теории, методология на науките и приложна логика, действителен член на Полската академия на науките.

## Научни трудове
- Formal methods in linguistics (1979)
- Tolerance spaces with applications to linguistics (1981)
- Wstęp do językoznawstwa (1982) – в съавторство с Йежи Банчеровски и Тадеуш Згулка
- A contribution to the theory of linguistic oppositions (1985)
- Komputerowe programy dydaktyczne i testujące: rachunek zdąn (1987) – в съавторство със С. Гожевски
- Teoretyczne podstawy semiotyki (1988)
- A formal theory of linguistic oppositions (1988)
- Matematyczny model analizy lingwistycznej (1988)
- Struktura logiczna rozumowąn lingwistycznych (1990) – в съавторство с Тадеуш Згулка
- Combinatory Semantics (1993)
- Linguistic Oppositions (1993)
- Euphony and Logos (1997) – в съавторство с Роман Моравски